# Сент-Джонстон (футбольний клуб)
«Сент-Джо́нстон» (англ. St. Johnstone F.C.) — шотландський футбольний клуб з Перта. Заснований 1884 року.

## Досягнення
- Чемпіонат Шотландії:
  - Бронзовий призер (3): 1970-71, 1998-99, 2012-13
- Кубок Шотландії:
  - Володар (2): 2013-14, 2020-21
- Кубок Шотландської ліги:
  - Володар (1): 2020-21

## Відомі гравці
- Сергій Балтача — володар Кубка володарів Кубків УЄФА 1986 року у складі «Динамо» Київ, віце-чемпіон Європи 1988 у складі збірної СРСР.[1]